# Papa Marcel II
Marcel II fou papa de Roma breument durant vint-i-dos dies. Marcel Cervini va estudiar a Siena i a Roma, on el 1534 es va convertir en secretari pontifici i el 1539 va ser bisbe de Nicastre i prevere de la Santa Creu de Jerusalem. Va ser un humanista conegut, defensor de les arts i les lletres, de manera que va ser nomenat bibliotecari del Vaticà, on va incrementar la col·lecció amb textos llatins, grecs i hebreus, molts dels quals va manar imprimir. Va ser representant papal al concili de Trento on va defensar els interessos del Papa davant de l'emperador Carles V. Després de quatre dies de conclave va ser escollit Papa, i és l'últim escollit que ha mantingut el seu nom de baptisme. El seu pontificat va ser de només de 22 dies, en els quals poca cosa va poder fer.

## Biografia
Marcello Cervini va néixer d'una família toscana noble originària de Montepulciano. El pare Ricciardo (Riccardo) havia estat enviat a treballar a la Marca anconitana. La mare, Cassandra Benci, va donar a llum a Montefano, a la vall del riu Musone. De tornada a la Toscana amb la seva família, va passar la seva infància i la seva infància a Montepulciano. El seu pare era un funcionari de la Penitenciària Apostòlica; la germana, Cinzia Cervini, era la mare de sant Robert Bellarmino, cardenal i doctor de l'Església.
Cap a 1520, els Cervini van ser enviats a Siena i es van encomanar a la protecció del cardenal. A la universitat local va estudiar grec antic, matemàtiques i astronomia. Va assistir a les reunions de l'Acadèmia Sienese, una prestigiosa associació literària.Després de la mort del seu pare el 1534, es va establir a Roma.
A la dècada de 1530 Roma era un ambient cultural ric en personalitats fortes: Cervini va entrar en contacte amb Annibale Caro, Angelo Colocci, Carlo Gualteruzzi, Giovanni Della Casa, Bernardino Maffei (de qui es va convertir en amic), Francesco Molza, Sebastiano Delio, i entrà en correspondència amb Benedetto Varchi, Piero Vettori i Pietro Bembo. Demostrat "un jove expert" va gaudir aviat va guanyar una reputació per la seva integritat i per les seves grans dons espirituals. Va ser membre de la comissió establerta pel Papa Climent VII per a la reforma del calendari julià. Ba conèixer i va col·laborar amb el francès Philibert de l'Orme, que es va allotjar a Roma entre 1533 i 1536.
Gràcies als vincles de la seva família amb els Farnese, va ser acollits per aquests. L'elecció de Pau III Farnese (1534) va iniciar la carrera curial de Cervini. Va ser secretari del "gran cardenal" Alessandro Farnese, va ser ordenat sacerdot el 1535.
El 1538 Alexandre Farnese va ser nomenat director de la Secretaria papal. Marcello Cervini va ser el secretari personal d'Alexandre: no va escapar als observadors més capaços que, de fet, Cervini era anomenat «al maneig de les coses de Sa Santedat, i al servei de tota la cort romana».En aquesta tesitura es va veure involucrat en diverses missions diplomàtiques. Al juny de 1538 es va traslladar a Niça amb Pau III per parlar amb el rei francès Francesc I de pau amb l'Imperi. El 1539 va acompanyar el cardenal Farneses a dues legacions: la primera a Espanya davant l'emperador Carles V; el segon al novembre, on va participar en les reunions entre Francesc I i Carles V.
El 19 de desembre de 1539, Pau III el va crear cardenal. En aquesta capacitat va exercir un paper destacat en la legació diplomàtica que es reuní amb Francesc I a Amiens el 9 de febrer de 1540 i Carles V a Gant el 24 de febrer següent. A partir de 1540 va participar en les discussions sobre la reforma eclesiàstica; el cardenal Cervini no va renunciar al seu compromís amb una reforma radical de la institució eclesiàstica i les seves jerarquies. La comissió de la qual va ser part va presentar un informe que també va ser signat pel cardenal Gasparo Contarini. 

Va ser enviat com a legat el gener de 1541 a la Dieta de Regensburg. El 1542 va presidir l'Accademia della Virtù, una associació cultural que va reunir els principals intel·lectuals i artistes de Roma.
Va ser un dels tres legats papals al Concili de Trento (juntament amb els cardenals Del Monte i Pole). El 1547, Cervini i Del Monte van obtenir el trasllat dels treballs del Concili de Trento a Bolonya, en una funció antiimperial. Durant el seu càrrec de bibliotecari apostòlic (1548-1555), va adquirir nombrosos manuscrits datats els primers segles del cristianisme. Després de la seva elecció al Soli, va donar la seva col·lecció de monedes a la Biblioteca del Vaticà, que va constituir el primer nucli del gabinet numismàtic del Vaticà.
El 1550 Giovanni Maria Ciocchi del Monte es va convertir en Papa. El nou papa, que va prendre el nom de Juli III, el va nomenar president de la Comissió de Reforma Eclesiàstica. El cardenal Cervini, que no compartia la política nepotista del nou pontífex, va deixar Roma i es va traslladar a Gubbio, on va viure fins a 1555, any de la mort del Papa. Es va concentrar en l'activitat del cardenal protector dels Agustins, dels quals va afavorir la correcció i la reorganització. També va donar suport a la Companyia de Jesús.
Marcello Cervini era membre de la Inquisició.

### Cronologia de càrrecs

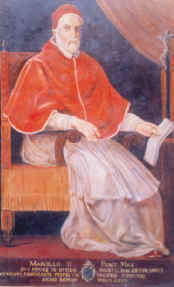
Retrat del papa Marcel II.

- 1536-1538: Redactor de les cartes apostòliques, secretari de les cartes llatines i protonotari apostòlic de numero partecipantium;
- 27 d'agost de 1539 - 24 de setembre de 1540: bisbe de Nicastro (avui Lamezia Terme). No va residir a la diòcesi;;
- 19 de desembre de 1539: Pau III el nomena cardenal prevere (inicialment sense títol);
- 24 de setembre de 1540 - 29 de febrer de 1544: bisbe de la diòcesi de Reggio Emilia. Va enviar com a vicari, Ludovico Beccadelli;
- 5 de novembre de 1540: assumeix el títol cardenalici de la Santa Croce in Gerusalemme;
- 1543: legat papal davant l'emperador;
- 29 de febrer de 1544 - 9 de abril de 1555: bisbe de Gubbio;
- 6 de febrer de 1545: és un dels tres legats papals al Concili de Trento;
- 1546: és nomenat membre de la Inquisició romana amb sis cardenals més;
- Setembre de 1547: legat papal al Ducat de Parma i Piacenza
- 1548: bibliotecari apostòlic (és a dir, secretari de la Biblioteca del Vaticà, el papa Juli III el va renovar per vida el 24 de maig de 1550);
- 1550-1555: és protector de l'orde religiós dels Servents de Maria;
- Març de 1550: membre de la comissió de reforma de la Cúria romana;
- Octubre de 1552: president de la citada comissió;
- 9 d'abril de 1555: elegit Romà Pontífex. El nou Papa no vol canviar el seu nom en honor de la memòria del llunyà predecessor del mateix nom Sant Marcel I (307-309), a la qual els Montefanesi havien dedicat tant l'església, que va ser enderrocada, i després hi ha la ciutat.[6]

### El conclave d'abril de 1555
Els cardenals es van dividir en dos grups: un va recolzar al candidat francès; l'altre al candidat imperial. En la primera ronda, Gian Pietro Carafa, degà del Col·legi Cardenalici, va obtenir 12 vots, Cervini vuit i Hipòlit II d'Este sis. Marcello Cervini va ser elegit a la següent ronda.
Marcello Cervini va ser triat papa el vespre del 9 d'abril de 1555 a la Capella Paulina del Vaticà. L'endemà va ser coronat pel cardenal Francesco Pisani. Tal com va fer un predecessor recent, Adrià VI (1522-23), Marcello Cervini en escollir el nom pontifici, va preferir mantenir el nom del baptisme. Serà l'última vegada per un pontífex romà.
El nou pontífex volia una cerimònia de coronació amb un to resignat i humil. Va renunciar a les celebracions públiques, dedicant als pobres els diners assignats per la Cúria pels ritus previstos pel protocol de l'elecció papal.

### El pontificat
Marcel II va regnar a l'Església catòlica només durant 22 dies. El seu és el sisè pontificat més curt de la història, el més curt des dels temps de Celestí IV (1241). Després de Marcel, un altre pontificat breu va ser el d'Urbà VII (15-27 de setembre de 1590).
Una de les seves primeres decisions va ser comunicar als seus familiars que no es traslladessin a Roma. Això ens porta a pensar que el nou pontífex va rebutjar la lògica nepotista i el favoritisme de cap tipus cap als seus familiars de sang, pràctiques en ús a la cort pontifícia.
Va decidir organitzar una cimera entre França i Espanya amb l'objectiu d'apropar les dues monarquies. A aquest efecte, va escriure una sèrie de cartes a Carles V, el príncep Felip i la Reina Maria I d'Anglaterra.

### Mort i sepultura

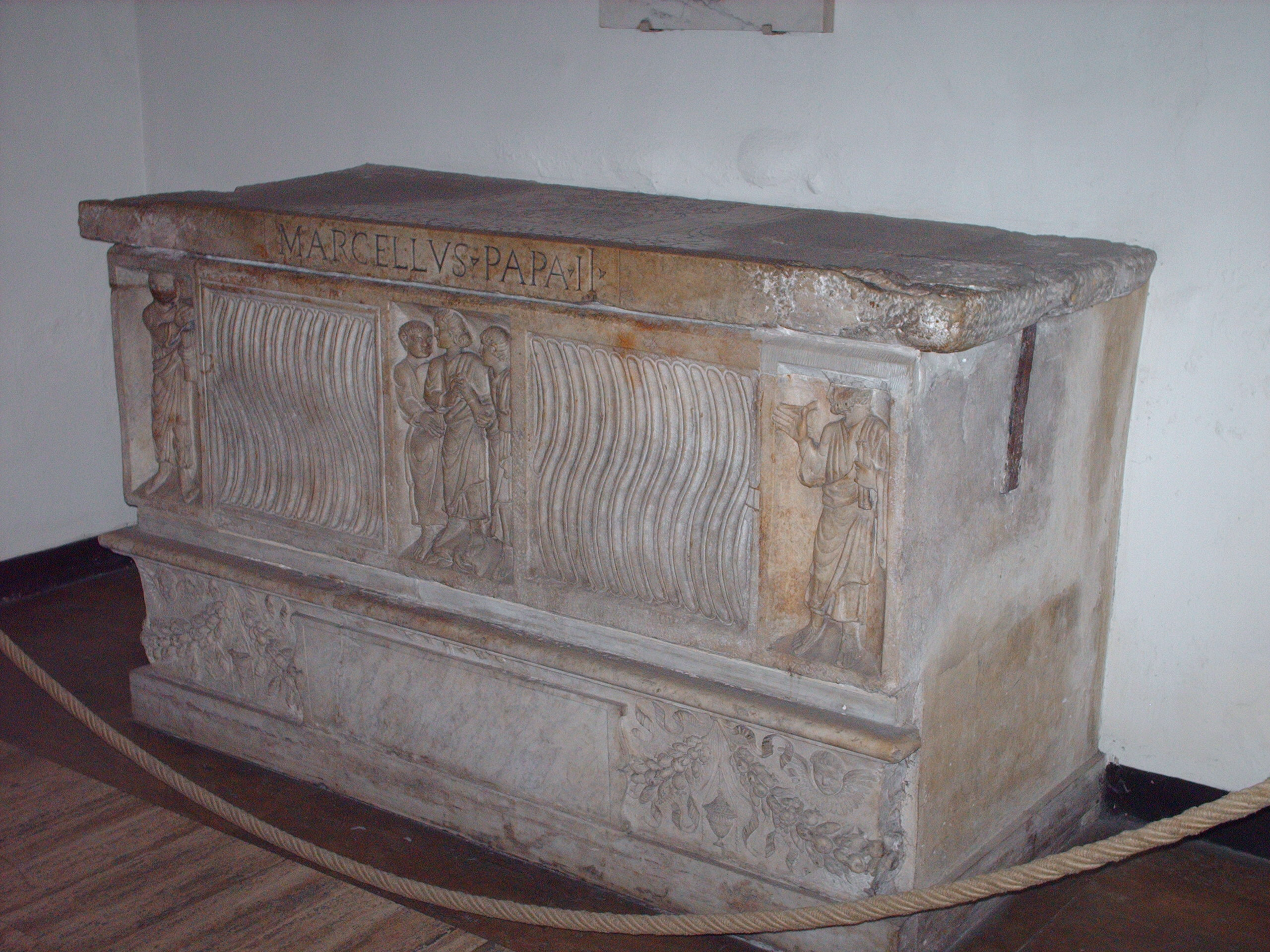
Tomba de Marcel II, a les grutes del Vaticà.

El 30 d'abril de 1555 va ser colpejat per una apoplexia. L'endemà va morir. Mancava una setmana pen el seu 54è aniversari. Quan va morir, va ser el pontífex més jove des de temps de Lleó X (que va morir amb 46 anys en 1521). Després d'ell, cap pontífex ha mort a una edat més jove.
Va ser enterrat a les grutes del Vaticà en un simple sarcòfag paleocristià, com ell desitjava. El 16 d'octubre de 1606 les seves restes es van traslladar a un antic sepulcre cristià a les grutes del Vaticà.

## Conclaves
Marcello Cervini, durant el seu període de cardenalat, participà en dos conclaves:
- conclave del 1549-1550, que elegí el papa Juli III
- Conclave de 1555 (abril)], que l'elegí a ell com a Papa

## En la cultura popular
- Giovanni Pierluigi da Palestrina titulà una cèlebre composició, destacada dins de la música polifònica, Missa Papae Marcelli.